# Sophie Moressée-Pichot
Sophie Moressée-Pichot (Sissonne, 3 aprile 1962) è un'ex schermitrice e pentatleta francese, vincitrice di una medaglia d'oro nella scherma ai giochi olimpici.

## Palmarès
In carriera ha conseguito i seguenti risultati:
- Giochi olimpici:

Atlanta 1996: oro nella spada a squadre.
- Criterium mondiale

Orleans 1988: argento nella spada individuale
- Mondiali:

nel pentathlon moderno:
Montecatini 1986: oro nel pentathlon moderno a squadre ed argento individuale.
Varsavia 1988: bronzo nel pentathlon moderno a squadre.
Sydney 1991: bronzo nel pentathlon moderno a squadre.
Budapest 1992: argento nel pentathlon moderno staffetta a squadre.
nella scherma:
L'Avana 1992: argento nella spada individuale.
Essen 1993: bronzo nella spada individuale.
L'Aia 1995: argento nella spada a squadre e bronzo individuale.
L'Aia 1995: bronzo nella spada individuale.
Città del Capo 1997: bronzo nella spada a squadre.
La Chaux de Fonds 1998: oro nella spada a squadre.
- Europei

Modena 1989: argento nel pentathlon moderno individuale.